# Otos
Otos – gmina w Hiszpanii, w prowincji Walencja, we wspólnocie autonomicznej Walencja, o powierzchni 11,07 km². W 2011 roku liczyła 470 mieszkańców.